# Alpestre
Alpestre es un municipio brasileño del estado de Río Grande del Sur.
Se encuentra ubicado a una latitud de 27° 14′ 56″ S y una longitud de 53° 2′ 06″ O, estando a una altitud de 467 metros sobre el nivel del mar. Su población estimada para el año 2004 era de 8.572 habitantes. 
Ocupa una superficie de 324,98 km². Se encuentra al margen de las aguas del río Uruguay, que separan al estado del de Santa Catarina.